# Список глав государств в 7 году
| 6 ← Список глав государств по годам → 8 |

## Африка
- Мавретания — Юба II, царь (25 до н. э. — 23)
- Мероитское царство (Куш) — Нетакамани, царь (ок. 1 до н. э. — ок. 23)

## Азия
- Анурадхапура — Бхатикабхайя Абхайя, царь (20 до н. э. — 9)
- Армения Великая:
  - Тигран V, царь (6 — 12)
  - Эрато, царица (8 до н. э. — 5 до н. э., 2 до н. э. — 1/2, 6 — 12)
- Армения Малая — Архелай Филопатор, царь (20 до н. э. — 17)
- Иберия — Фарсман I, царь  (1 — 58)
- Индо-греческое царство — Стратон II, царь  (25 до н. э. — 10)
- Индо-скифское царство:
  - Зейонис, царь (в Кашмире) (10 до н. э. — 10)
  - Карахост, царь (в Матхуре) (10 до н. э. — 10)
- Каппадокия — Архелай Филопатор, царь (36 до н. э. — 17)
- Китай — Жуцзы Ин (Лю Ин), император (6 — 9)
- Коммагена — Антиох III,  царь (12 до н. э. — 17)
- Корея (Период Трех государств):
  - Когурё — Юримён, тхэван (19 до н. э. — 18)
  - Пэкче — Онджо, тхэван (18 до н. э. — 28)
  - Силла — Намхе Чхачхаун, исагым (4 — 24)
  - Тонбуё — Тэсо, ван (7 до н. э. — 22)
- Кушанское царство — Герай, царь (ок. 1 — ок. 30)
- Набатейское царство — Арета IV Филопатрис, царь (9 до н. э. — 40)
- Осроена:
  - Абгар V, царь (4 до н.э. — 7, 13 — 50)
  - Ману IV,  царь (7 — 13)
- Парфия:
  - Ород III, шах (4 — 6/7)
  - Вонон I, шах (6/7 — 12)
- Понтийское царство — Пифодорида, царица (8 до н.э. — 38)
- Сатавахана:
  - Сватикарни, махараджа (6 — 7)
  - Пулумави I, махараджа (7 — 31)
- Харакена — Аттамбел II,  царь (ок. 17 до н. э./16 до н. э. — ок. 8/9)
- Хунну — Учжулю, шаньюй (8 до н. э. — 13)
- Элимаида — Камнаскир VIII,  царь (ок. 1 — ок. 15)
- Япония — Суйнин, тэнно (император) (29 до н. э. — 70)

## Европа
- Атребаты:
  - Тинкомий, вождь (20 до н. э. — 7)
  - Эппилл, вождь (7 — 15)
- Боспорское царство — Аспург, царь (8 до н.э. — 38)
- Дакия — Комосик, вождь (ок. 9 до н.э. — 29)
- Ирландия — Кримтанн Ниа Найр, верховный король (8 до н. э. — 9)[1]
- Катувеллауны — Таскиован, вождь (ок. 20 до н. э. — ок. 9)
- Маркоманы — Маробод, вождь (9 до н. э. — 18)
- Одрисское царство (Фракия) — Реметалк I (12 до н. э./11 до н. э. — 12)
- Римская империя:
  - Октавиан Август, римский император (27 до н. э. — 14)
  - Квинт Цецилий Метелл Критский Силан, консул (7)
  - Авл Лициний Нерва Силиан, консул (7)

## Галерея
- Октавиан Август 
 27 до н.э.—14 
 Император Римской империи
- Герай 
 1-30 
 Царь кушанов
- Суинин 
 29 до н.э.—70 
 Император Японии
- Натакамани 
 1 до н.э.—23 
 Царь Куша
- Стратон II 
 25 до н.э.—10 
 Индо-греческий царь